# Felix Kerber
Felix Kerber (* 25. Oktober 2002) ist ein österreichischer Fußballspieler.

## Karriere
Kerber begann seine Karriere beim SV Hall. Zur Saison 2012/13 wechselte er in die Jugend der WSG Wattens. Zur Saison 2016/17 kam er in die AKA Tirol, in der er fortan sämtliche Altersstufen durchlief.
Im Juni 2019 debütierte er gegen den FC Union Innsbruck für die Amateure seines Stammklubs Wattens in der Tiroler Liga. Im Oktober 2019 erzielte er bei einem 3:0-Sieg gegen den SV Völs sein erstes Tor für die Amateure des inzwischen in WSG Tirol umbenannten Vereins in der vierthöchsten Spielklasse.
Im Juni 2020 stand er gegen den SKN St. Pölten erstmals im Kader der Profis. Sein Debüt für diese in der Bundesliga gab er im selben Monat, als er am 30. Spieltag der Saison 2019/20 gegen den SCR Altach in der 76. Minute für Florian Rieder eingewechselt wurde.
Im August 2020 erhielt er bei den Wattenern einen Jungprofivertrag und rückte fest in den Profikader. In der Saison 2020/21 kam er jedoch nicht zum Einsatz. In der Saison 2021/22 spielte er einmal in der Bundesliga und sonst primär für die Amateure der WSG. Zur Saison 2022/23 wechselte er leihweise zum Zweitligisten FC Dornbirn 1913. Für Dornbirn kam er zu 15 Einsätzen in der 2. Liga, in denen er viermal traf.
Zur Saison 2023/24 wechselte er zum Regionalligisten Wiener Sport-Club.